# 오쿠보 나가야스 사건
오쿠보 나가야스 사건(일본어: 大久保長安事件 おおくぼながやすじけん[*])은 게이초 18년 (1613년) 4월에 발생한 에도 시대 초기의 숙청 사건이다.

## 경위
이하의 경위는 『슨푸기(駿府記)』, 『당대기(当代記)』의 기술을 바탕으로 하고 있다.
타케다씨의 남은 신하에서 도쿠가와 이에야스에게 발탁돼, 에도 막부의 다이칸가시라로 큰 권력을 갖고 있던 오쿠보 나가야스는 게이초 17년 7월 경부터 중풍을 앓다가 이듬해인 게이초 18년 (1613년) 4월 25일, 슨푸에서 사망했다. 시신을 카이에서 장사지내기 위해, 서둘러 장례 준비를 했으나, 이에야스로부터 최근 대관소 계산이 밀렸다는 이유로 중지 명령을 받았다. 5월 6일, 이에야스는 나가야스 휘하의 회계담당 테다이를 불러 조사하던 중, 과한 부정을 저지른 것이 발각되었다. 이에 분노한 이에야스는 여러 쿠니에 있는 나가야스의 재화를 조사할 것을 명령하고, 19일에는 나가야스 휘하의 테다이를 다이묘에게 맡겼다.
또, 이에야스는 나가야스의 아들들에게 나가야스의 대관소 계산을 명령했으나, 5월 17일에 "풋내기여서 능력 부족으로 제 역할을 할 수 없다(若輩故の能力不足で役目を果たせない)"는 회답이 왔다. 이에 대해 이에야스는 명령을 수행하지 못하면, 민폐 끼친 것이 곳곳으로 퍼지기 때문에, 나가야스가 지배한 사도 금산이나 이와미 은산은 물론, 간토에 천 석의 지행도 주어지지 않는다며 이들을 의절했다. 또한, 『중신유범기(中臣祐範記)』에 의하면, 나가야스의 적남 오쿠보 토쥬로는 세키가하라 전투 후에, 나라 부교를 맡고 있었다.
나가야스의 아들, 적남 토쥬로, 차남 게키, 3남 아오야마 나리쿠니, 4남 운쥬로, 4남 나이젠 등 모두 7명은 게이초 18년 (1613년) 7월 9일, 할복되어 오쿠보 나가야스가는 단절되었다. 또, 테다이는 같은 날, 히코사카 미츠마사의 감시를 받게 되었다. 나가야스의 재화는 엄격하게 조사되었다. 여러 쿠니에서 온 금은은 대략 5천여 관, 차(茶)도구 한 벌을 비롯한 금제, 은제 각 한 종류의 각종 도구도 다수 몰수되어 슨푸의 창고에 수용되었다. 또한, 연좌되어 나리쿠니를 양자로 삼았던 노중 아오야마 나리시게가 8월에, 이시카와 야스나가가 나가야스와 공모하여 지행을 은닉하였다고 하여, 10월에 개역되었다. 그 밖에, 『게이초 견문서(慶長見聞書)』에는 5월에, 사카이 부교 요네키츠 치카카츠가 유배 (이듬해 할복)된 것은 나가야스와 결탁하여 사리사욕을 채웠기 때문이라고 되어있다.
게이초 18년 (1613년), 타케다 노부미치ㆍ노부마사 부자가 오쿠보 나가야스 사건에 연루돼, 마츠다이라 야스나가에게 맡겨졌고, 나중에 이즈 오오시마에 간분 3년 (1663년) 3월까지 유배를 가있었다.
연좌는 아니지만, 게이초 14년에 나카무라 타다카즈가 사망, 개역되었을 때, 타다카즈의 재산을 나가야스에 넘긴 것이 발각되어, 10월에 도토(徒頭)  쿠가이 마사토시ㆍ다이노토 유미키타 마사치키(大納戸弓気多昌吉)가 꾸중을 듣고, 우도노 시게나가가 개역되어, 나중에 할복하였다.

## 배경
나가야스의 호사로운 생활은 생전부터 유명하여, 『당대기(当代記)』에 그 취지가 몇 가지 적혀있다. 예를 들어 매년 광산 순시에는 유녀 7~80명 등을 포함한 250명 (관용 말ㆍ인부는 별도)을 거느리고 숙소도 자신의 대관소개에도 마음대로 조작했다고 하며, 길거리 백성들에게 민폐를 끼쳤다고 한다.
이에야스가 이러한 나가야스의 행동을 어떻게 파악했는 지는 불분명하다. 『슨푸기(駿府記)』, 『당대기』보다 나중에 편찬된 『게이초연록(慶長年録)』에 따르면, 이에야스는 나가야스의 처신을 알고 있었으나, 나가야스가 유능하기때문에 내버려둔 다음, 사후에 죄를 물었다고 한다.
또, 이 책에는 오쿠보 타다치카와 혼다 마사노부의 불화로 마사노부가 나가야스 사후 이에야스에게 참소했다고도 한다. 후자는 『도쿠가와 실기(徳川実紀)』에도 계승되었으며, 나가야스 사건은 타다치카 개역을 포함하여 이에야스의 의지에 의한 것이 아니라, 마사노부ㆍ마사즈미의 참언이 주된 원인으로 하고 있다.

## 같이 보기
- 간토 군다이
- 하치오우지 십팔인 대관